# Ліза Міддельхауфе
Елізабет Шапгаус (англ. Elisabeth Schaphaus; нар. 28 листопада 1980, Білефельд, Північний Рейн-Вестфалія, Німеччина)б відома як Ліза Міддельгауфе (англ. Lisa Middelhauve) — німецька співачка, піаністка, авторка-виконавиця. Найбільш відома у якості колишньої фронтвумен та піаністки (у ранніх роботах) німецького симфо-готик-гурту Xandria (2000–2008).

## Життєпис
Елізабет Шапгаус народилася 28 листопада 1980 у німецькому місті Білефельд.

## Дискографія

### Xandria
Демо:
- Kill the Sun (2000)

Альбоми:
- Kill the Sun (2003)
- Ravenheart (2004)
- India (2005)
- Salomé — The Seventh Veil (2007)
- Now & Forever — Best of Xandria (2008)

Сингли:
- "Ravenheart" (2004)
- "Eversleeping" (2004)
- "Save My Life" (2007)

Промо-сингли:
- "Kill the Sun" (2003)
- "In Love With the Darkness" (2005)
- "Sisters of the Light" (2007)